# Dies Irae (álbum)
Dies Irae es el sexto álbum de estudio de la banda de rock gótico progresivo Devil Doll, y el quinto álbum oficial de la banda. Lanzado en febrero de 1996 como un concepto creado por Mr. Doctor, está inspirado en la vida y música de George Harvey Bone, los poemas de Edgar Allan Poe, Emily Brontë, Emily Dickinson e Isidore Ducasse.
La lírica contiene múltiples referencias al poema El Gusano Conquistador de E. A. Poe. La muestra empleada al inicio de la "Parte 12" proviene de la película "La Noche Del Cazador" (1955), y la que canta es su personaje, "Pearl Harper", interpretada por Sally Jane Bruce.

## Formación
- Mr. Doctor - vocales
- Francesco Carta - piano
- Sasha Olenjuk - violín
- Roman Ratej - batería
- Bor Zuljan - guitarra
- Jani Hace - bajo
- Davor Klaric - teclados
- Michel Fantini Jesurum - órgano

## Invitados
- Norina Radovan - soprano
- Drago Ivanuša - acordeón
- Paolo Zizich - vocales de respaldo
- El "Gloria Chorus" conducido por Marian Bunic

Y los solistas de la Orquesta Filarmónica de Eslovenia:
- Igor Skerianec - violonchelo
- Irina Kevorkova - violín
- Fraim Gashi - bajo doble

## Listado de canciones
1. "Parte 1" - 02:56
2. "Parte 2" - 02:18
3. "Parte 3" - 02:49
4. "Parte 4" - 03:12
5. "Parte 5" - 02:00
6. "Parte 6" - 01:42
7. "Parte 7" - 02:01
8. "Parte 8" - 01:23
9. "Parte 9" - 02:38
10. "Parte 10" - 04:24
11. "Parte 11" - 03:09
12. "Parte 12" - 05:21
13. "Parte 13" - 03:09
14. "Parte 14" - 01:10
15. "Parte 15" - 01:18
16. "Parte 16" - 02:36
17. "Parte 17" - 01:23
18. "Parte 18" - 28:26 En realidad, "Parte 18" dura 2:52. Después de 23 minutos y 20 segundos de silencio (2:52 - 26:12), comienza la pista oculta "Parte 19" (26:12 - 28:26).

- Datos: Q3707277